# Klaus Bollinger

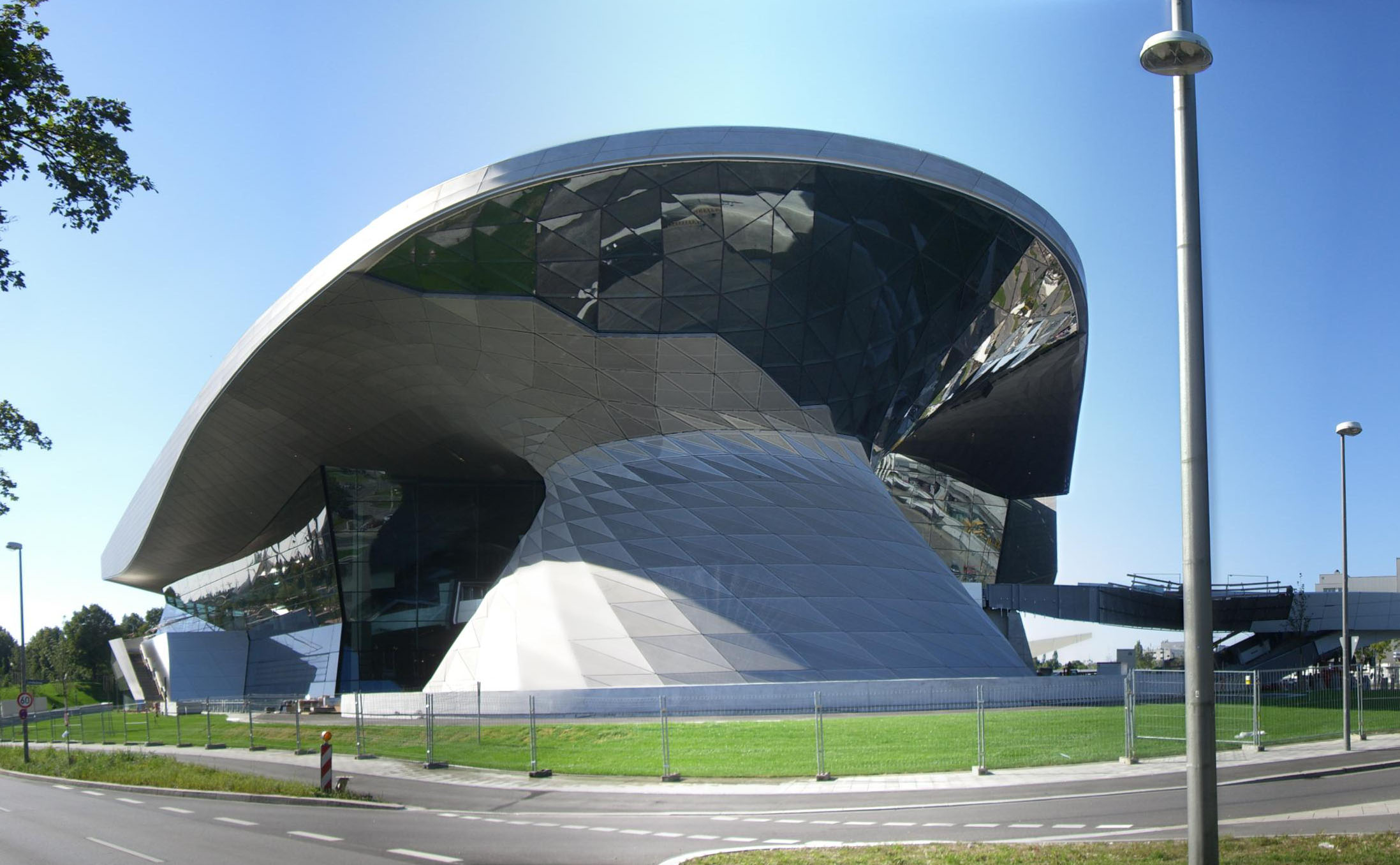
BMW Welt München

Klaus Bollinger (* 1952 in Spalt) ist ein deutscher Bauingenieur.

## Werdegang
Bollinger studierte bis 1979 an der TU Darmstadt, war kurz in der Bauindustrie und war von 1981 bis 1984 Assistent am Lehrstuhl von Stefan Polónyi in Dortmund, bei dem er 1984 promovierte (Zu Tragverhalten und Bewehrung von rotationssymmetrisch beanspruchten Stahlbetonplatten). Ihr Entwurf für eine (nicht realisierte) Hängedachkonstruktion für die Ballsporthalle Höchst fiel dem Architekten Peter Cook auf, der Bollinger als Dozenten an die Städelschule Frankfurt holte. 1983 gründete er mit Manfred Grohmann, einem Studienkollegen in Darmstadt, das Ingenieurbüro Bollinger und Grohmann in Frankfurt am Main. 1994 wurde er Professor für Tragwerkskonstruktion an der Universität für angewandte Kunst Wien. Er hatte auch Lehraufträge an der Universität Dortmund.
Für die Funktionsperiode 2023 bis 2028 wurde er Mitglied des Universitätsrates der Universität für angewandte Kunst Wien.

## Bauwerke
- BMW Blob auf der IAA 1999 (Architekten: Bernhard Franken, ABB)
- Tetraeder, Bottrop (Architekt: Wolfgang Christ)
- Pegelturm Großer Goitzschesee (Architekt: Wolfgang Christ)
- Fußgängerbrücke, Landsweiler-Reden (Architekten: FloSundK)
- BMW Welt, München (Architekten: Coop Himmelb(l)au, Wolf D. Prix)
- Erweiterung Städelmuseum, Frankfurt (Architekten: Schneider + Schumacher)
- Hungerburgbahn, Innsbruck (Architektin: Zaha Hadid)
- Rolex Learning Center (Architekten: SANAA)
- Louvre-Lens (Architekten: SANAA)
- EZB Neubau, Frankfurt am Main
- 2012: Runde Fabrikhalle, Vitra Campus-Weil am Rhein (Architekten: SANAA und NKBAK)[2][3]
- 2013–2015: Europäische Schule, Frankfurt am Main (Architekten: NKBAK)[4][5]
- 2016: Public Condenser, Gif-sur-Yvette (Architekten: Studio Muoto)[6]
- 2019: Belvedere, Hamburg (Architekten: Kawahara Krause)[7][8][9]
- 2017–2019: Integrierte Sekundarschule Mahlsdorf (Architekten: NKBAK)[10]

Bollinger und Grohmann arbeiten eng mit Architekten zusammen und stehen für einen integrativen Zugang zu Architektur und Ingenieurwesen nach dem Vorbild von Stefan Polónyi, nehmen aber keinen Einfluss auf die Architektur, sondern bleiben im Hintergrund. Neben den oben erwähnten Architekten arbeiteten sie unter anderem mit Dominique Perrault, Frank Gehry, Hans Hollein, Boris Podrecca und Christoph Mäckler zusammen. Sie arbeiten viel mit Computermodellierung und haben eine eigene Abteilung Advanced Geometry.
2013 hatten sie eine Ausstellung im Deutschen Architekturmuseum in Frankfurt.
Bollinger und Grohmann haben Zweigstellen in Wien (2003), Paris (2006), Melbourne (2010), Oslo (2010) und Berlin (2013).

## Publikationen
- Atlas moderner Stahlbau. Material, Tragwerksentwurf, Nachhaltigkeit. Institut für internationale Architektur-Dokumentation, München 2011.
- mit Florian Medicus (Hrsg.): Stressing Wachsmann. Birkhäuser Verlag, Basel 2020, ISBN 978-3-0356-1962-1.